# موكب العصور

لقطة شاشة من المسلسل بالعربية.

موكب العصور (الاسم الأصلي: Animated Hero Classics)، هي سلسلة تلفزيونية للرسوم المتحركة بدأ عرضها عام 1991 وهي من البرامج التي تم إنتاجها بشكل مشترك مع Nest Family Entertainment و Living History Productions و Warner-Nest Animation وCrest Animation Productions. تتضمن السلسلة الموجهة للأطفال في سن المدرسة الابتدائية، عشرين سيرة ذاتية لعلماء ومخترعين ومستكشفين وأبطال اجتماعيين من كِلا الجنسين من جميع أنحاء أوروبا وأمريكا الشمالية والشرق الأوسط، وهؤلاء هم؛ جورج واشنطن وأبراهام لينكولن وفلورنس نايتنجيل وماكابيز، الإخوة رايت، جاليليو جاليلي، ماركو بولو، ويليام برادفورد (حاكم مستعمرة بليموث) ، ليوناردو دا فينشي، توماس إديسون، ألكسندر جراهام بيل، لودفيج فان بيتهوفن، هارييت توبمان، جان آرك، بنيامين فرانكلين، هيلين كيلر، ماركو بولو، ماري كوري، لويس باستور وبوكاهونتاس. 
قانون التلفزيون للأطفال لعام 1990 يتطلب شبكات التلفزيون الأرضية لتخصيص وقت للبرامج التعليمية والإعلامية للأطفال. على الرغم من أن الشبكات الكبلية لم تتأثر مباشرة بهذه المتطلبات ، فقد تم عرض هذه البرامج لأول مرة على كتلة الأطفال في شبكة HBO صباح السبت لإظهار حسن النية بأن الشبكة ملتزمة ببرامج تعليمية عالية الجودة للأطفال. تم بحث السير الذاتية الدرامية بدقة من قبل المنتجين وكتبت لإشراك كل من الأطفال والبالغين، مما يوفر طريقة مسلية ومتاحة لمعرفة المزيد عن التأثير الإيجابي لهؤلاء النساء والرجال على عالمنا.   
تمت دبلجة المسلسل للغة العربية من قِبل مركز الزهرة وعُرض على  قناة سبيستون.

## الحلقات

### الموسم الأول (1991–1995)
1. كريستوفر كولومبوس (1991)
2. وليام برادفورد : عيد الشكر الأول (1992)
3. الجنرال جورج واشنطن (1992)
4. بنيامين فرانكلين : عالم ومخترع (1993)
5. الرئيس ابراهام لنكولن (1993)
6. توماس إديسون والضوء الكهربائي (1993)
7. فلورنس نايتنجيل (1993)
8. بوكاهونتاس (1994)
9. لويس باستور (1995)

### الموسم 2 (1995–97)
1. (10) ألكسندر جراهام بيل (1995)
2. (11) المكابيين : قصة هانوكا (1995)
3. (12) هارييت توبمان (1996)
4. (13) الأخوان رايت (1996)
5. (14) هيلين كيلر (1996)
6. (15) ليوناردو دا فينشي (1996)
7. (16) جان دارك (1996)
8. (17) ماركو بولو (1997).
9. (18) جاليليو (1997)
10. (19) ماري كوري (1997)

### الحلقة الأخيرة (2004)
1. (20) بيتهوفن (2004)

## روابط خارجية
- موكب العصور على موقع IMDb (الإنجليزية)
- موكب العصور على موقع قاعدة بيانات الفيلم (الإنجليزية)